# Coppa del Mondo di bob 2019
La Coppa del Mondo di bob 2019 è stata trentacinquesima edizione del massimo circuito mondiale organizzato dalla Federazione Internazionale di Bob e Skeleton; è iniziata il 7 dicembre 2018 a Sigulda, in Lettonia, e si è conclusa il 24 febbraio 2019 a Calgary, in Canada, svolgendosi come di consueto in parallelo alla Coppa del Mondo di skeleton. Sono state disputate ventiquattro gare: sedici per gli uomini e otto per le donne.
Al termine della stagione si tennero i campionati mondiali di Whistler, in Canada, competizione non valida ai fini della coppa del mondo. La tappa di Schönau am Königssee ha assegnato inoltre il titolo europeo 2019.
Vincitori delle coppe di cristallo generali, trofei conferiti ai piloti classificati per primi nel circuito, sono stati la tedesca Mariama Jamanka, già campionessa olimpica a Pyeongchang 2018 e alla sua prima vittoria in Coppa del Mondo, e il connazionale e coetaneo Francesco Friedrich in tutte e tre le discipline maschili (bob a due, a quattro e combinata); Friedrich, a sua volta detentore di entrambi i titoli olimpici, diventò inoltre il primo atleta nella storia della Coppa del Mondo ad aver disputato la "stagione perfetta", ovvero ad aver vinto tutte le gare a disposizione in una disciplina, nell'occasione aggiudicandosi tutte e otto le gare nel bob a due.

## Calendario
| Località                | Data                       | Donne             | Uomini            | Uomini            |
| Località                | Data                       | Bob a due         | Bob a due         | Bob a quattro     |
| ----------------------- | -------------------------- | ----------------- | ----------------- | ----------------- |
| Sigulda                 | 7–9 dicembre 2018          | ●                 | ●●                |                   |
| Winterberg              | 15-16 dicembre 2018        | ●                 |                   | ●●                |
| Altenberg               | 5–6 gennaio 2019           | ●                 | ●                 | ●                 |
| Schönau am Königssee(*) | 12–13 gennaio 2019         | ●                 | ●                 | ●                 |
| Innsbruck               | 19–20 gennaio 2019         | ●                 | ●                 | ●                 |
| Sankt Moritz            | 26–27 gennaio 2019         | ●                 | ●                 | ●                 |
| Schönau am Königssee    | 28 gennaio–3 febbraio 2019 | Mondiali juniores | Mondiali juniores | Mondiali juniores |
| Lake Placid             | 15–16 febbraio 2019        | ●                 | ●                 | ●                 |
| Calgary                 | 23–24 febbraio 2019        | ●                 | ●                 | ●                 |
| Whistler                | 25 febbraio–10 Marzo 2019  | Mondiali          | Mondiali          | Mondiali          |
| Totale                  | Totale                     | 8                 | 8                 | 8                 |

(*) La tappa di Schönau am Königssee assegnò anche il titolo europeo 2019.

## Risultati

### Donne
| Data             | Località             | Specialità | Prime classificate                               | Seconde classificate                             | Terze classificate                               |
| ---------------- | -------------------- | ---------- | ------------------------------------------------ | ------------------------------------------------ | ------------------------------------------------ |
| 7 dicembre 2018  | Sigulda              | A due      | Mariama Jamanka Annika Drazek Germania           | Nadežda Sergeeva Julija Belomestnych Russia      | Anna Köhler Lisa Sophie Gericke Germania         |
| 15 dicembre 2018 | Winterberg           | A due      | Stephanie Schneider Ann-Christin Strack Germania | Mariama Jamanka Annika Drazek Germania           | Elana Meyers-Taylor Lake Kwaza Stati Uniti       |
| 5 gennaio 2019   | Altenberg            | A due      | Mariama Jamanka Annika Drazek Germania           | Christine de Bruin Kristen Bujnowski Canada      | Elana Meyers-Taylor Lake Kwaza Stati Uniti       |
| 12 gennaio 2019  | Schönau am Königssee | A due      | Mariama Jamanka Annika Drazek Germania           | Elana Meyers-Taylor Lake Kwaza Stati Uniti       | Stephanie Schneider Ann-Christin Strack Germania |
| 19 gennaio 2019  | Innsbruck            | A due      | Stephanie Schneider Ann-Christin Strack Germania | Mariama Jamanka Kira Lipperheide Germania        | Elana Meyers-Taylor Sylvia Hoffman Stati Uniti   |
| 26 gennaio 2019  | Sankt Moritz         | A due      | Elana Meyers-Taylor Lauren Gibbs Stati Uniti     | Stephanie Schneider Lisa Sophie Gericke Germania | Mariama Jamanka Franziska Bertels Germania       |
| 15 febbraio 2019 | Lake Placid          | A due      | Elana Meyers-Taylor Lake Kwaza Stati Uniti       | Christine de Bruin Kristen Bujnowski Canada      | Stephanie Schneider Deborah Levi Germania        |
| 23 febbraio 2019 | Calgary              | A due      | Mariama Jamanka Annika Drazek Germania           | Elana Meyers-Taylor Lauren Gibbs Stati Uniti     | Stephanie Schneider Ann-Christin Strack Germania |

### Uomini
| Data             | Località             | Specialità | Primi classificati                                                               | Secondi classificati                                                           | Terzi classificati                                                           |
| ---------------- | -------------------- | ---------- | -------------------------------------------------------------------------------- | ------------------------------------------------------------------------------ | ---------------------------------------------------------------------------- |
| 8 dicembre 2018  | Sigulda              | A due      | Francesco Friedrich Alexander Schüller Germania                                  | Oskars Ķibermanis Matīss Miknis Lettonia                                       | Benjamin Maier Markus Sammer Austria                                         |
| 9 dicembre 2018  | Sigulda              | A due      | Francesco Friedrich Martin Grothkopp Germania                                    | Oskars Ķibermanis Matīss Miknis Lettonia                                       | Christoph Hafer Tobias Schneider Germania                                    |
| 15 dicembre 2018 | Winterberg           | A quattro  | Nico Walther Paul Krenz Alexander Rödiger Eric Franke Germania                   | Francesco Friedrich Jannis Bäcker Martin Grothkopp Alexander Schüller Germania | Johannes Lochner Florian Bauer Christopher Weber Christian Rasp Germania     |
| 16 dicembre 2018 | Winterberg           | A quattro  | Francesco Friedrich Candy Bauer Martin Grothkopp Thorsten Margis Germania        | Johannes Lochner Marc Rademacher Christopher Weber Christian Rasp Germania     | Nico Walther Marko Hübenbecker Alexander Rödiger Eric Franke Germania        |
| 5 gennaio 2019   | Altenberg            | A due      | Francesco Friedrich Thorsten Margis Germania                                     | Justin Kripps Cameron Stones Canada                                            | Oskars Ķibermanis Matīss Miknis Lettonia                                     |
| 6 gennaio 2019   | Altenberg            | A quattro  | Francesco Friedrich Candy Bauer Martin Grothkopp Thorsten Margis Germania        | Oskars Ķibermanis Matīss Miknis Arvis Vilkaste Jānis Strenga Lettonia          | Nico Walther Paul Krenz Alexander Rödiger Eric Franke Germania               |
| 12 gennaio 2019  | Schönau am Königssee | A due      | Francesco Friedrich Martin Grothkopp Germania                                    | Justin Kripps Cameron Stones Canada                                            | Johannes Lochner Christian Rasp Germania                                     |
| 13 gennaio 2019  | Schönau am Königssee | A quattro  | Johannes Lochner Florian Bauer Marc Rademacher Christian Rasp Germania           | Oskars Ķibermanis Matīss Miknis Arvis Vilkaste Jānis Strenga Lettonia          | Francesco Friedrich Candy Bauer Martin Grothkopp Alexander Schüller Germania |
| 19 gennaio 2019  | Innsbruck            | A due      | Francesco Friedrich Thorsten Margis Germania                                     | Johannes Lochner Florian Bauer Germania                                        | Oskars Ķibermanis Matīss Miknis Lettonia                                     |
| 20 gennaio 2019  | Innsbruck            | A quattro  | Francesco Friedrich Martin Grothkopp Alexander Schüller Thorsten Margis Germania | Oskars Ķibermanis Matīss Miknis Arvis Vilkaste Jānis Strenga Lettonia          | Johannes Lochner Florian Bauer Marc Rademacher Christian Rasp Germania       |
| 26 gennaio 2019  | Sankt Moritz         | A due      | Francesco Friedrich Alexander Schüller Germania                                  | Johannes Lochner Christian Rasp Germania                                       | Oskars Ķibermanis Matīss Miknis Lettonia                                     |
| 27 gennaio 2019  | Sankt Moritz         | A quattro  | Francesco Friedrich Candy Bauer Martin Grothkopp Alexander Schüller Germania     | Johannes Lochner Florian Bauer Gregor Bermbach Christian Rasp Germania         | Oskars Ķibermanis Matīss Miknis Helvijs Lūsis Jānis Strenga Lettonia         |
| 15 febbraio 2019 | Lake Placid          | A due      | Francesco Friedrich Thorsten Margis Germania                                     | Romain Heinrich Dorian Hauterville Francia                                     | Justin Kripps Cameron Stones Canada                                          |
| 16 febbraio 2019 | Lake Placid          | A quattro  | Justin Kripps Ryan Sommer Cameron Stones Benjamin Coakwell Canada                | Oskars Ķibermanis Matīss Miknis Arvis Vilkaste Jānis Strenga Lettonia          | Maksim Andrianov Aleksej Zajcev Vasilij Kondratenko Ruslan Samitov Russia    |
| 23 febbraio 2019 | Calgary              | A due      | Francesco Friedrich Thorsten Margis Germania                                     | Justin Kripps Ryan Sommer Canada                                               | Johannes Lochner Christopher Weber Germania                                  |
| 24 febbraio 2019 | Calgary              | A quattro  | Francesco Friedrich Candy Bauer Martin Grothkopp Thorsten Margis Germania        | Nico Walther Paul Krenz Alexander Rödiger Eric Franke Germania                 | Johannes Lochner Florian Bauer Christopher Weber Christian Rasp Germania     |

## Classifiche

### Bob a due donne
| Pos. | Nome pilota         | Nazione     | SIG | WIN | ALT | KÖN | INN | STM | LAK | CAL | Totale |
| ---- | ------------------- | ----------- | --- | --- | --- | --- | --- | --- | --- | --- | ------ |
| 1    | Mariama Jamanka     | Germania    | 1   | 2   | 1   | 1   | 2   | 3   | 4   | 1   | 1712   |
| 2    | Stephanie Schneider | Germania    | 8   | 1   | 6   | 3   | 1   | 2   | 3   | 3   | 1596   |
| 3    | Elana Meyers-Taylor | Stati Uniti | DSQ | 3   | 3   | 2   | 3   | 1   | 1   | 2   | 1470   |
| 4    | Nadežda Sergeeva    | Russia      | 2   | 5   | 7   | 12  | 5   | 7   | 8   | 5   | 1386   |
| 5    | Anna Köhler         | Germania    | 3   | 4   | 5   | 7   | 4   | 4   | 6   | -   | 1304   |
| 6    | Brittany Reinbolt   | Stati Uniti | 5   | 11  | 11  | 14  | 7   | 11  | 5   | 5   | 1240   |
| 7    | An Vannieuwenhuyse  | Belgio      | 6   | 8   | 8   | 8   | 12  | 8   | 10  | 13  | 1208   |
| 8    | Katrin Beierl       | Austria     | 7   | 6   | 9   | 4   | 6   | DSQ | -   | 4   | 1056   |
| 9    | Mica McNeill        | Regno Unito | -   | 7   | 4   | 6   | 11  | 5   | 9   | -   | 1008   |
| 10   | Martina Fontanive   | Svizzera    | DNS | 10  | 12  | 10  | 9   | 9   | 12  | 11  | 984    |

### Bob a due uomini
| Pos. | Nome pilota         | Nazione       | SIG-1 | SIG-2 | ALT | KÖN | INN | STM | LAK | CAL | Totale |
| ---- | ------------------- | ------------- | ----- | ----- | --- | --- | --- | --- | --- | --- | ------ |
| 1    | Francesco Friedrich | Germania      | 1     | 1     | 1   | 1   | 1   | 1   | 1   | 1   | 1800   |
| 2    | Oskars Ķibermanis   | Lettonia      | 2     | 2     | 3   | 5   | 3   | 3   | 5   | 6   | 1564   |
| 3    | Nico Walther        | Germania      | 4     | 6     | 4   | 5   | -   | 14  | 4   | 5   | 1232   |
| 4    | Dominik Dvořák      | Rep. Ceca     | 6     | 4     | 13  | 14  | 5   | 10  | 17  | 11  | 1152   |
| 5    | Won Yun-jong        | Corea del Sud | 14    | 12    | 9   | 20  | 10  | 5   | 8   | 4   | 1140   |
| 6    | Romain Heinrich     | Francia       | -     | -     | 5   | 4   | 8   | 9   | 2   | 8   | 1058   |
| 7    | Maksim Andrianov    | Russia        | 5     | 5     | 6   | 8   | 17  | 17  | 20  | 17  | 1036   |
| 8    | Justin Kripps       | Canada        | -     | -     | 2   | 2   | 4   | -   | 3   | 2   | 1022   |
| 9    | Mateusz Luty        | Polonia       | 11    | 11    | 11  | 7   | 14  | 7   | -   | 10  | 1000   |
| 10   | Johannes Lochner    | Germania      | -     | -     | DNF | 3   | 2   | 2   | 7   | 3   | 988    |

### Bob a quattro uomini
| Pos. | Nome pilota         | Nazione       | WIN-1 | WIN-2 | ALT | KÖN | INN | STM | LAK | CAL | Totale |
| ---- | ------------------- | ------------- | ----- | ----- | --- | --- | --- | --- | --- | --- | ------ |
| 1    | Francesco Friedrich | Germania      | 2     | 1     | 1   | 3   | 1   | 1   | 4   | 1   | 1727   |
| 2    | Oskars Ķibermanis   | Lettonia      | 4     | 4     | 2   | 2   | 2   | 3   | 2   | 4   | 1616   |
| 3    | Johannes Lochner    | Germania      | 3     | 2     | 4   | 1   | 3   | 2   | 7   | 3   | 1605   |
| 4    | Nico Walther        | Germania      | 1     | 3     | 3   | 7   | 7   | 6   | 5   | 2   | 1531   |
| 5    | Maksim Andrianov    | Russia        | 5     | 6     | 5   | 4   | 4   | 4   | 3   | 6   | 1496   |
| 6    | Won Yun-jong        | Corea del Sud | 12    | 9     | 7   | 6   | 12  | 8   | 6   | 9   | 1240   |
| 7    | Dominik Dvořák      | Rep. Ceca     | 7     | 8     | 6   | 12  | 5   | DSQ | 15  | 7   | 1088   |
| 8    | Aleksandr Bredichin | Russia        | 8     | 7     | 9   | 11  | 10  | -   | 9   | 15  | 1016   |
| 9    | Markus Treichl      | Austria       | 10    | 10    | 8   | 10  | 8   | 12  | -   | 13  | 1000   |
| 10   | Ivo de Bruin        | Paesi Bassi   | 14    | 11    | 14  | 8   | 15  | 11  | 17  | 12  | 976    |

### Combinata maschile
| Pos. | Nome pilota         | Nazione       | Totale |
| ---- | ------------------- | ------------- | ------ |
| 1    | Francesco Friedrich | Germania      | 3527   |
| 2    | Oskars Ķibermanis   | Lettonia      | 3180   |
| 3    | Nico Walther        | Germania      | 2763   |
| 4    | Johannes Lochner    | Germania      | 2593   |
| 5    | Maksim Andrianov    | Russia        | 2532   |
| 6    | Won Yun-jong        | Corea del Sud | 2380   |
| 7    | Dominik Dvořák      | Rep. Ceca     | 2240   |
| 8    | Markus Treichl      | Austria       | 1920   |
| 9    | Justin Kripps       | Canada        | 1919   |
| 10   | Ivo de Bruin        | Paesi Bassi   | 1864   |